# Casa Mateu (Tàrrega)
La Casa Mateu és una casa gòtica de Tàrrega (Urgell) protegida com a bé cultural d'interès local.

## Descripció
La Casa Mateu està situada gairebé davant per davant del palau dels Marquesos de la Floresta. Constitueix un altre exemple de l'arquitectura civil gòtica conservada fins als nostres dies.
Casa de tres pisos d'alçada on a la planta baixa s'han obert dues portalades d'arcs peraltats i rebaixats per abastir un aparador per a la botiga coneguda com la Cristalleria Mateu i la porta d'accés a la casa i a les plantes superiors. El primer pis té tres finestres obertes de forma rectangular senzilla i finalment al pis superior és on hi manté més intacte l'esperit arquitectònic de l'estil gòtic amb tres balcons oberts en arcs geminats entre arcs apuntats de cresteria. La coberta de la casa és resolta a dues vessants i té un ampli ràfec sostingut per uns permòdols quadrangulars exteriors que deixen entreveure el primitiu embigat interior de l'habitatge.

## Història
A la planta baixa allotja la botiga comercial Cristalleria Mateu.